# Acrogonia izzardi
Acrogonia izzardi är en insektsart som beskrevs av Young 1968. Acrogonia izzardi ingår i släktet Acrogonia och familjen dvärgstritar.
Artens utbredningsområde är Guyana. Inga underarter finns listade i Catalogue of Life.